# Martim-caçador-de-colar
O martim-caçador-de-colar (Todiramphus chloris) é uma espécie de martim-caçador de tamanho médio pertencente à subfamília Halcyoninae. Tem uma vasta distribuição e estende-se desde o Mar Vermelho através do sul da Ásia até a Polinésia. Uma série de subespécies e grupos de subespécies foram separados desta espécie, incluindo o martim-caçador-do-pacífico (T. sacer), o martim-caçador-das-luisíadas (T. colonus), o martim-caçador-da-torrésia (T. sordidus), o martim-caçador-das-marianas (T. albicilla) e o martim-caçador-melanésio (T. tristrami).

## Taxonomia
O martim-caçador-de-colar foi descrito pelo polímata francês Georges-Louis Leclerc, conde de Buffon em sua Histoire Naturelle des Oiseaux em 1780. A ave também foi ilustrada em uma placa colorida à mão gravada por François-Nicolas Martinet em Planches Enluminées D'Histoire Naturelle. Este foi produzido sob a supervisão de Edme-Louis Daubenton para acompanhar o texto de Buffon. Nem a legenda da placa nem a descrição de Buffon incluíam um nome científico, mas em 1783 o naturalista holandês Pieter Boddaert cunhou o nome binomial Alcedo chloris em seu catálogo dos Planches Enluminées. A localidade-tipo é a ilha de Buru, na Indonésia. O gênero atual Todiramphus foi introduzido pelo cirurgião e naturalista francês René Lesson em 1827. O epíteto específico chloris vem do latim para 'verde' ou 'esverdeado'.

### Lista de subespécies
Existem inúmeras subespécies na faixa costeira e insular da espécie, do Mar Vermelho à Polinésia:

#### Mar Vermelho e costas da Arábia
- T. c. abyssinicus (Pelzeln, 1856) - costas do sul do Mar Vermelho da Somália e Arábia
- T. c. kalbaensis (Cowles, 1980) - costas do nordeste dos Emirados Árabes Unidos (Khawr Kalba ) e norte de Omã[11]

#### Índia e Oceano Índico
- T. c. vidali (Sharpe, 1892) – oeste da Índia de Ratnagiri a Kerala.[11]
- T. c. davisoni (Sharpe, 1892) – Ilhas Andaman e Ilhas Coco (na Baía de Bengala, ao sul de Mianmar )[11]
- T. c. occipitalis (Blyth, 1846) – Ilhas Nicobar

#### Sudeste da Ásia
- T. c. humii (Sharpe, 1892) – costas de Bengala Ocidental a leste da Birmânia (incluindo o arquipélago de Mergui ), a Península Malaia, Tioman e o nordeste de Sumatra .[11]
- T. c. armstrongi (Sharpe, 1892) – interior da Birmânia e Tailândia, Indochina e leste da China[11]
- T. c. laubmannianus (Grote, 1933) – Sumatra (excluindo nordeste) e Bornéu, incluindo ilhas intermediárias.[11]
- T. c. chloropterus (Oberholser, 1919) - ilhas ao largo de Sumatra ocidental
- T. c. azelus (Oberholser, 1919) – Enggano (no sudoeste de Sumatra)[11]
- T. c. palmeri (Oberholser, 1919) – Java, Bali, Ilhas Bawean e Kangean[11]
- T. c. Collaris (Scopoli, 1786) – Filipinas, incluindo Palawan e ilhas próximas.[11]

#### Wallacea, Nova Guiné
- T. c. chloris (Boddaert, 1783) – Ilhas Talaud e Sangihe através de Sulawesi até as Pequenas Sundas (leste de Lombok ), Ilhas Papua Ocidental e noroeste da Nova Guiné (penínsulas Vogelkop e Onin).[11]

#### Micronésia
- T. c. teraokai (Nagamichi Kuroda, 1915) – Palau

## Descrição

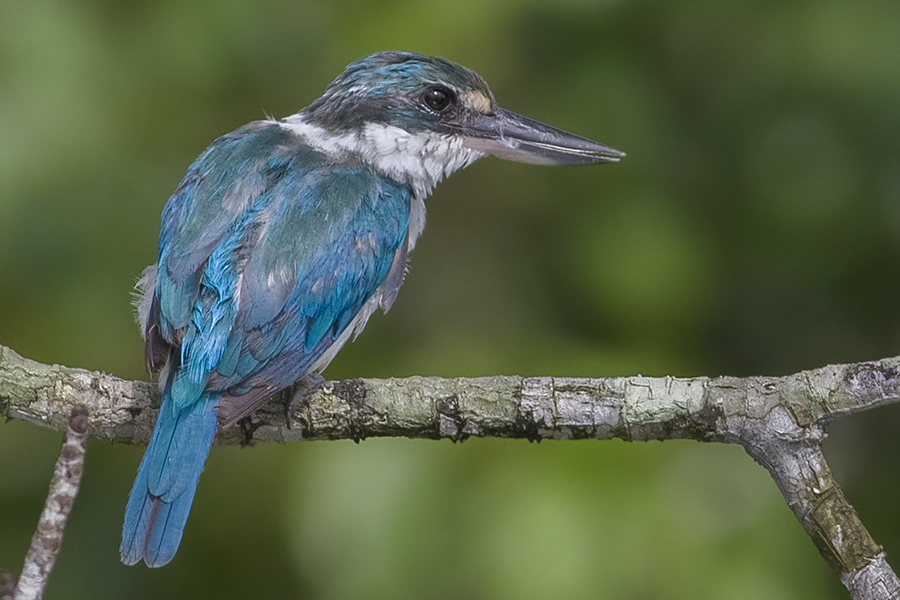
T. c. humii juvenil no Parque Nacional dos Sundarbans, Bengala Ocidental, Índia

O martim-caçador-de-colar mede aproximadamente 23–25 cm de comprimento, com o macho pesando cerca de 51–90 g, enquanto a fêmea pesa cerca de 54–100 g. Varia de azul a verde acima, enquanto as partes inferiores podem ser brancas ou amarelas. Há uma coleira branca em volta do pescoço, dando o nome ao mesmo. Algumas subespécies possuem uma faixa branca ou amarela sobre o olho, enquanto outras têm uma mancha branca entre o olho e o bico. Pode haver uma faixa preta através do olho. O bico grande é preto com uma base amarela pálida na mandíbula inferior. As fêmeas tendem a ser mais verdes que os machos. Indivíduos imaturos são mais opacos que os adultos, com marcas escuras e escamosas no pescoço e no peito.
Tem uma variedade de chamados que variam geograficamente. O chamado mais típico é um "kee-kee-kee" alto, áspero e metálico repetido várias vezes.

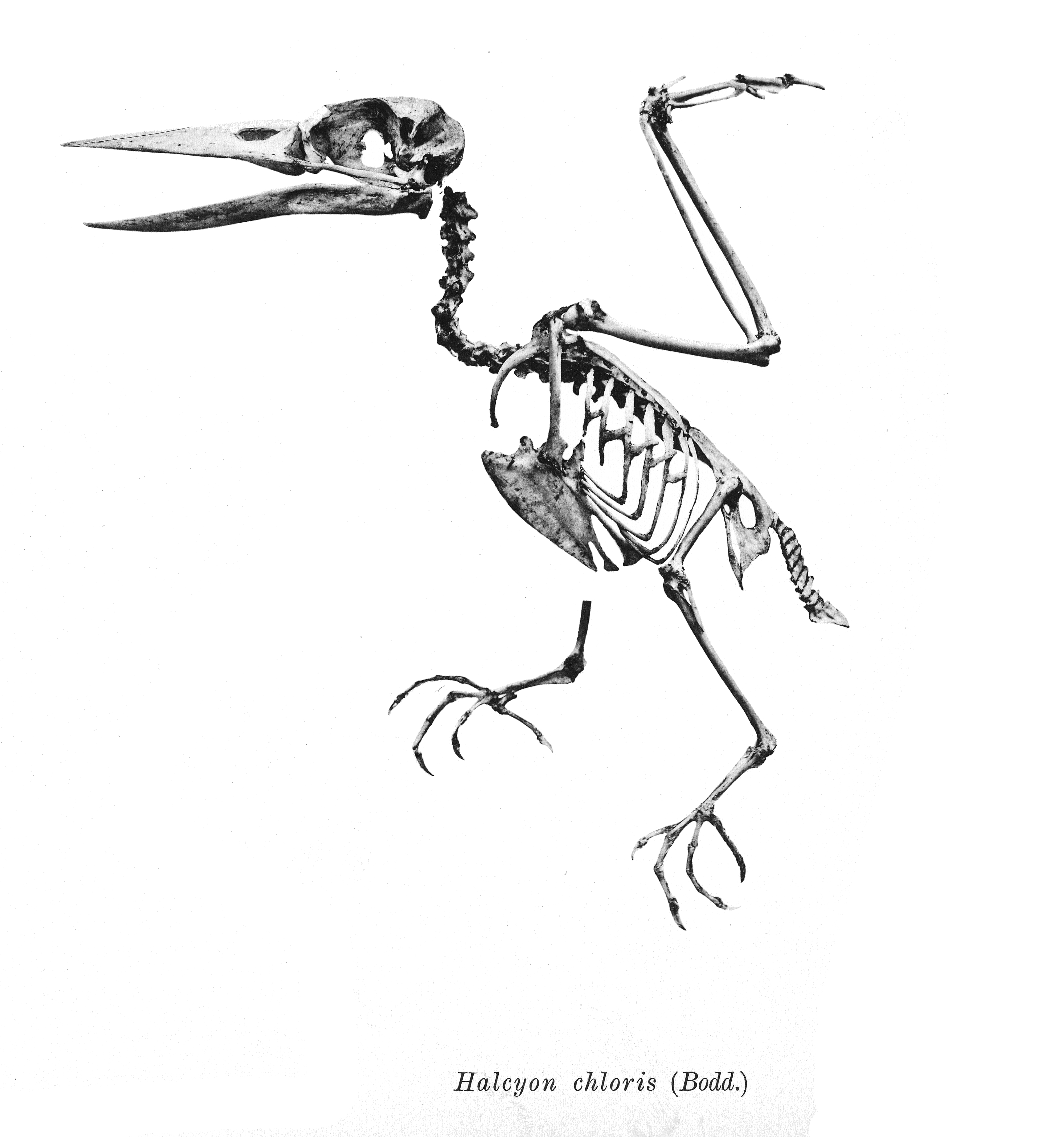
Esqueleto de um martim-caçador-de-colar

É mais comumente encontrado em áreas costeiras, particularmente em manguezaisTambém habita terras agrícolas, florestas abertas, pastagens e jardins. Em algumas partes de sua área de distribuição, especialmente em ilhas, pode ser visto mais para o interior, abrangendo florestas ou áreas montanhosas. Costumam pousar de forma conspícua em fios, rochas ou galhos.

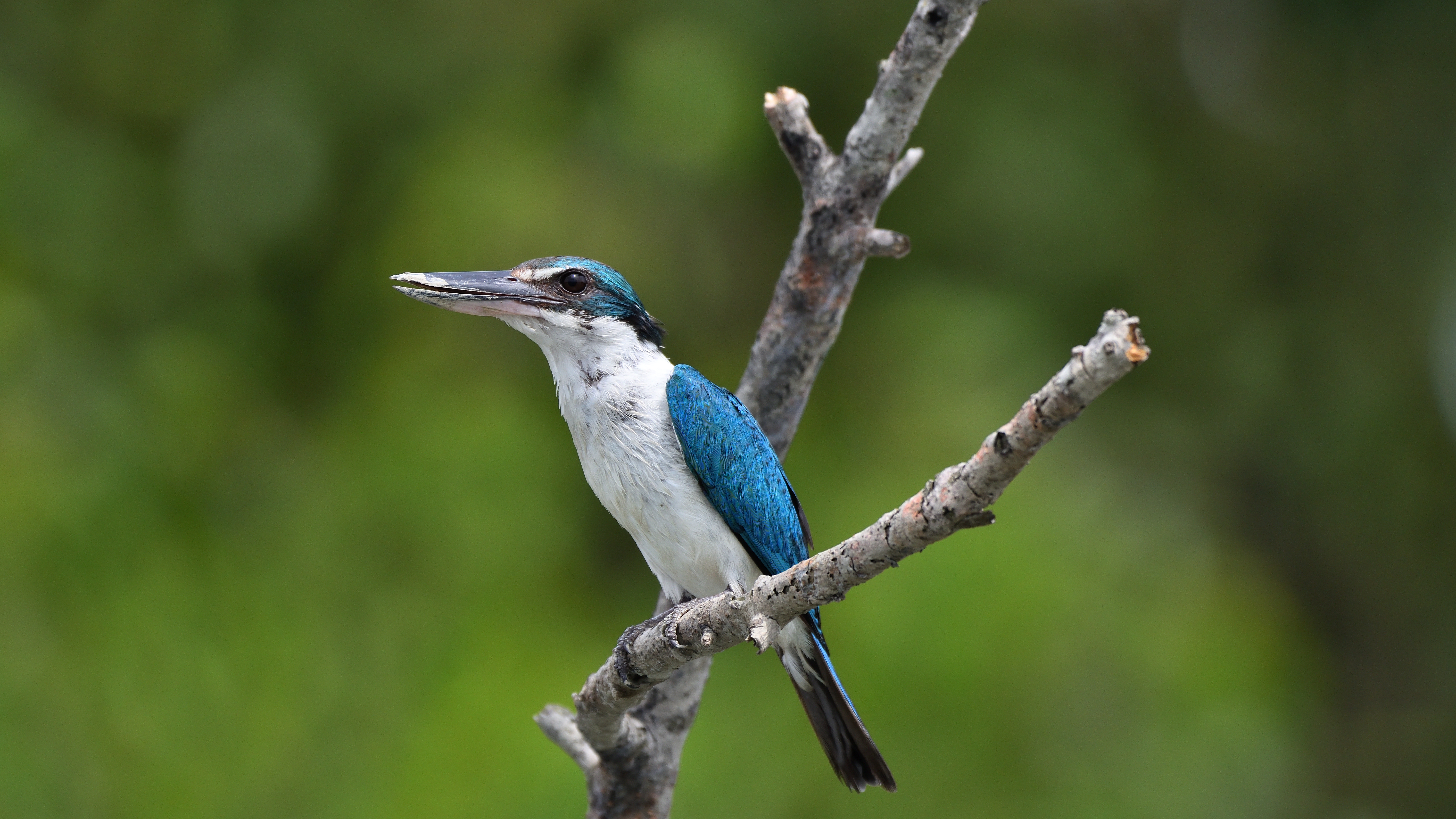
T. c. humii no Parque Nacional dos Sundarbans, Bengala Ocidental

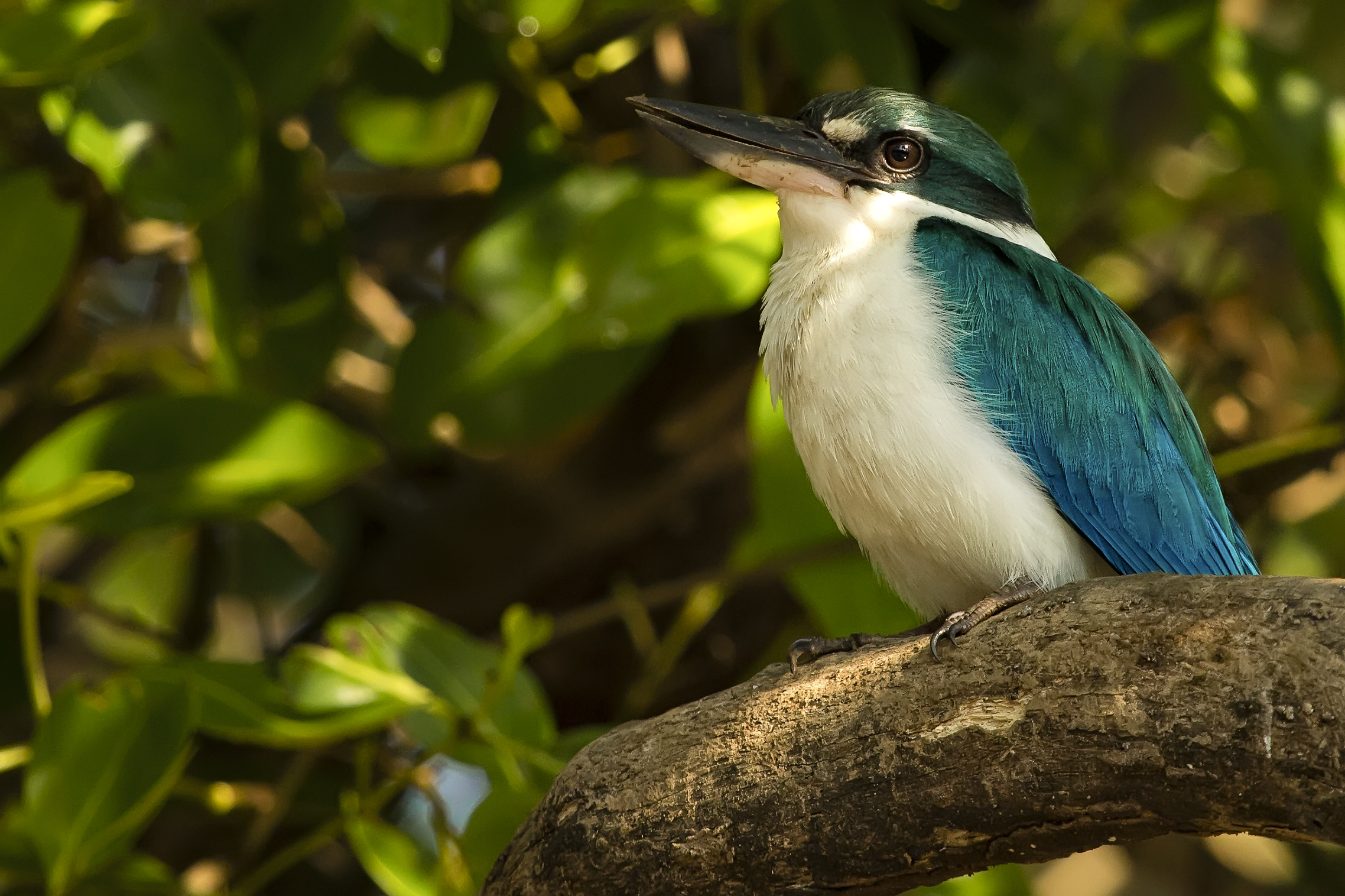
Um indivíduo no rio Zuari, Goa, Índia